# 상교정본자비도량참법 권6～10
상교정본자비도량참법 권6～10(詳校正本慈悲道場懺法 卷六∼十)은 서울특별시 종로구 국립고궁박물관에 있는 조선시대의 목판본 불경이다. 2011년 2월 25일 대한민국의 보물 제1193호로 지정되었다.

## 개요
『자비도량참법』은 이 법을 닦은 사람은 복을 얻으며, 죽은 사람의 영혼을 제도하면 괴로움에서 벗어나도록 인도할 수 있다고 알려져 있다. 그래서 『자비도량참법』은 경전을 읽으면서 죄를 참회하는 불교의식을 뜻하게 되었다.
원나라에 이르러서 내용을 대교하고, 심정하여 다시 정리하였던 까닭에 “詳校正本”이라는 관제가 붙게 되었다. 현재 고려본 5종이 보물로 지정되어 있고, 조선조에 와서도 번각이나 중수를 통해 새로운 간본이 이어지게 되었다.
이『상교정본자비도장참법』은 조선 성종 때 개판한 목판으로 후인한 것이다. 전 10권 중에서 권제6∼10의 5권1책으로 결본이다. 저자는 “梁朝諸大法師集撰”이라는 공동 또는 단체 저자표시를 해 놓았고, 각 권 말미에는 음의(音義)가 있다. 권제10의 말미에는 1474년(성화 10) 8월 김수온의 발문에 이어 주상전하, 인수왕비 한씨 등의 시주자 명단이 있다. 이어 1488년(성종19)에 후인하면서 덧붙인 을해자로 된 인출기가 있다. 인출기에는 “태조 때 조성한 「원각회도(圓覺會圖)」등 8점을 보수하고, 『법화경(法華經)』, 『참경(懺經)』및 『지장경(地藏經)』14건을 인출하였다.”고 되어 있다. 이로 보아 이 책은 당시 인쇄한 『참경』14책 중의 한 책에 해당됨을 알 수 있다. 맨 끝에는 “弘治元年(1488)七月日”이라는 간기가 있다. 후인본이기는 하나 먹색의 선명도 등에서 초간본의 특징을 그대로 잘 보여준다. 현재 동일한 책으로 보물로 지정된 것으로는 한솔종이박물관 소장의 보물 제1193호 ‘『자비도량참법』권제1∼5’가 있다. 이 책은 15세기 후기 후인당시 인쇄의 행태를 보여주고, 초인본과 후인본을 비교할 수 있도록 해준다는 점에서 가치가 있다.

## 같이 보기
- 상교정본자비도장참법

## 참고 자료
- 상교정본자비도량참법 권6～10 - 국가유산청 국가유산포털